# James Cecil, I marchese di Salisbury
James Cecil, I marchese di Salisbury (Londra, 4 settembre 1748 – Londra, 13 giugno 1823), è stato un nobile e politico britannico.

## Biografia

### Infanzia
James Cecil era figlio di James Cecil, VI conte di Salisbury e di sua moglie, Elizabeth Keat, figlia di Edward Keat.

### Matrimonio

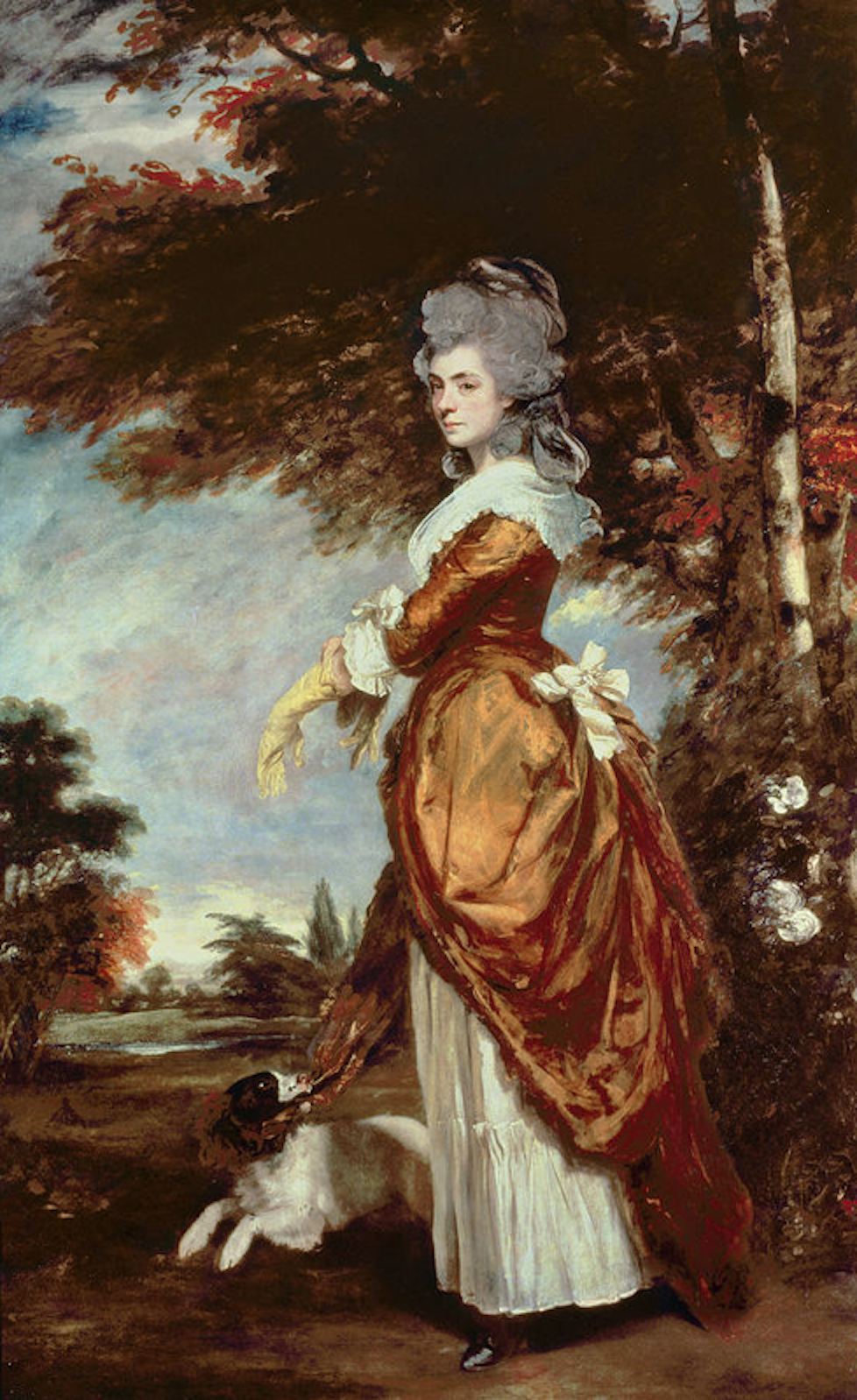
Ritratto di Maria Amelia Cecil, Marchesa di Salisbury di Joshua Reynolds, 1780

Lord Salisbury sposò Lady Emily Mary (16 agosto 1750-27 novembre 1835), figlia di Wills Hill, I marchese del Downshire, il 2 dicembre 1773. Donna influente nella società dell'epoca e grande sportiva, seppe dare alla casata dei Cecil quattro figli.

### Carriera politica, ascesa alla Contea ed elevazione a Marchesato

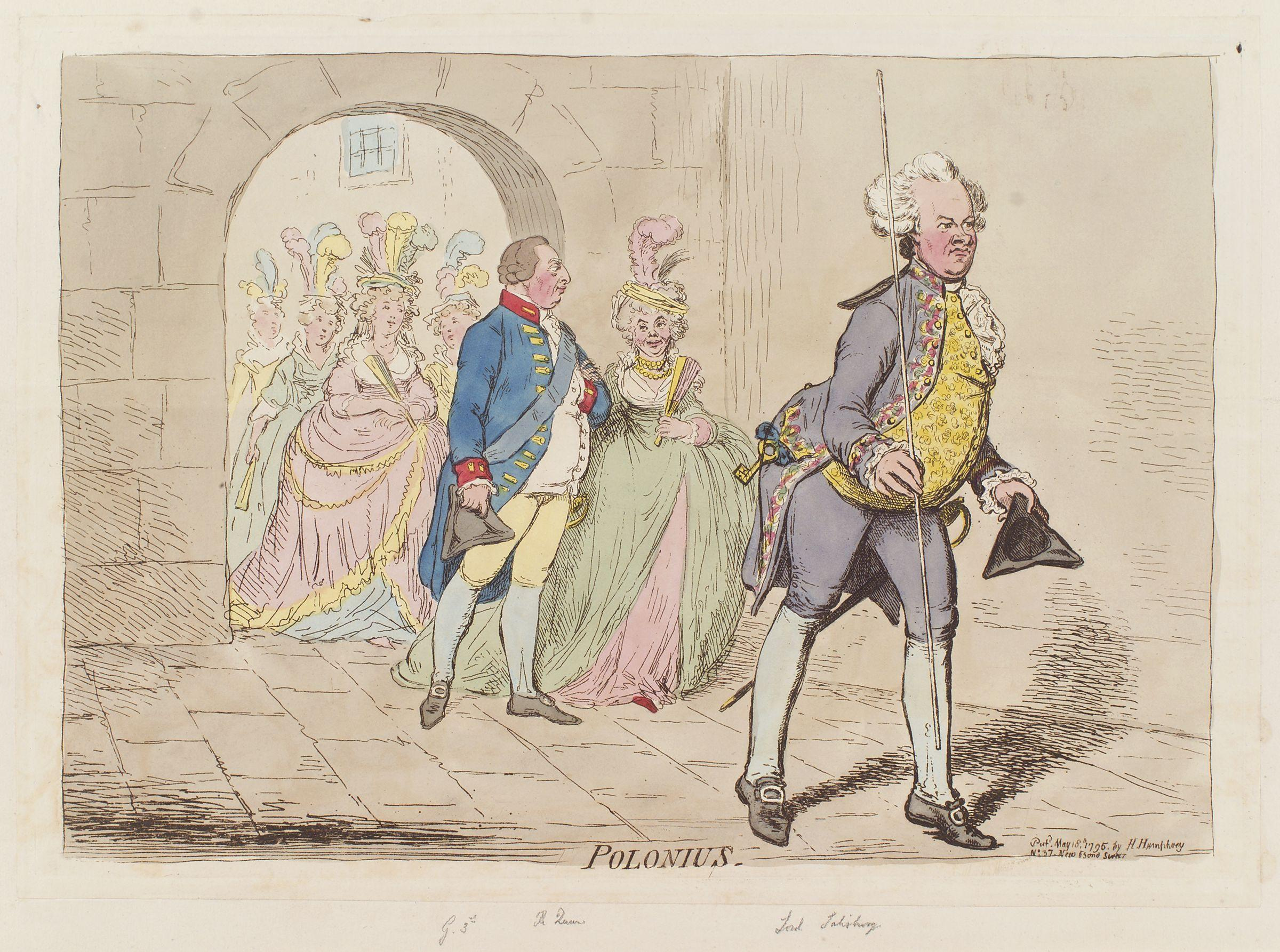
Lord Salisbury (nella parte anteriore) con re Giorgio III e Carlotta di Meclemburgo-Strelitz.

Già dal 1774, dopo gli studi, venne eletto nel parlamento inglese quale rappresentante per Great Bedwyn, incarico che mantenne sino al 1780, rappresentando anche per un breve periodo le circoscrizioni di Launceston e di Plympton Erle, sempre nel 1780.

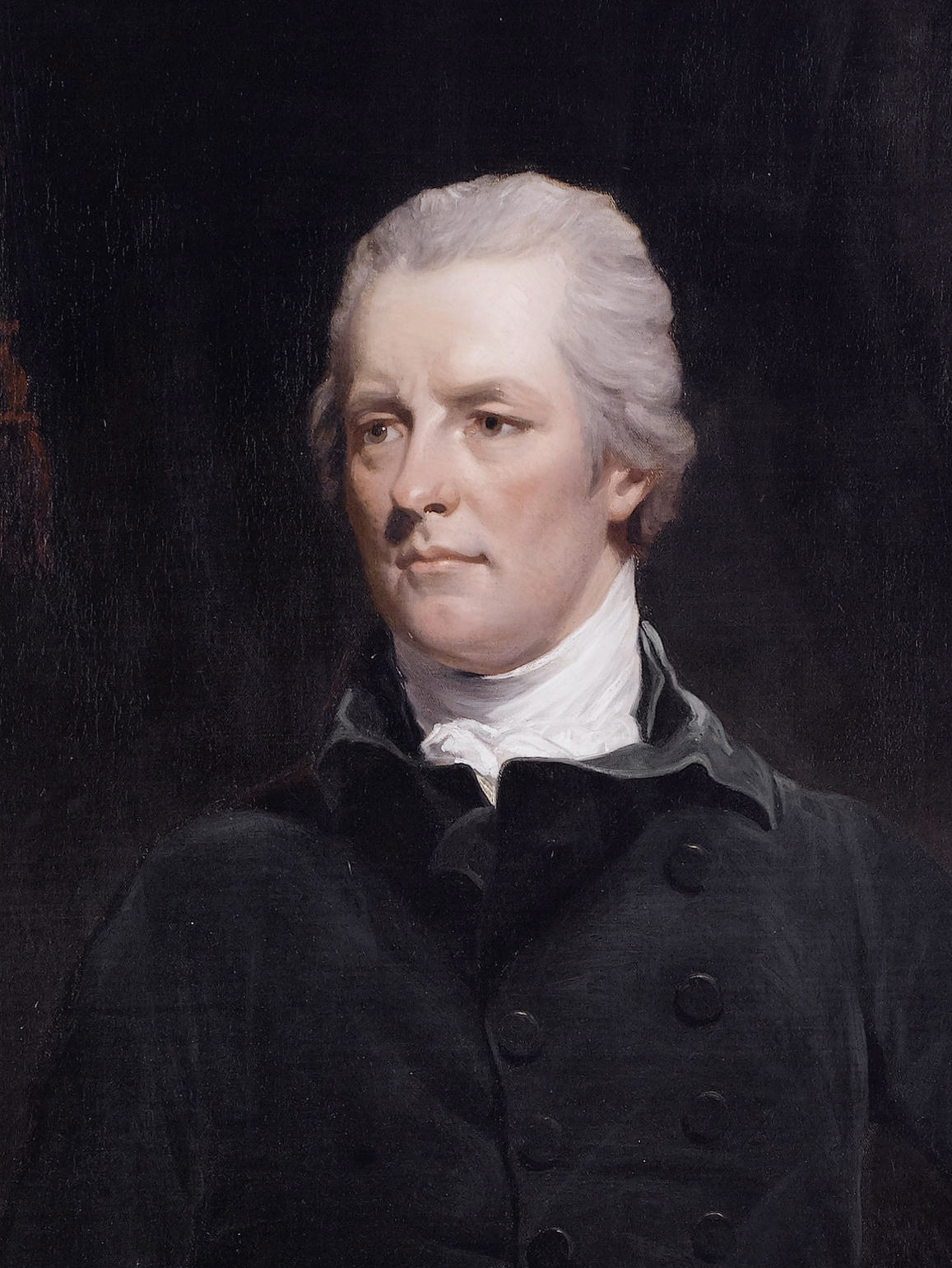
William Pitt il Giovane ritratto da John Hoppner

Alla morte del padre nel 1780, James gli succedette nei titoli di famiglia e si propose di rivalutare la casata dopo la misoginìa e la dissolutezza nella quale il padre era vissuto per gran parte della propria vita. Egli prestò servizio al governo sotto lord North come Treasurer of the Household dal 1780 al 1782 e sotto William Pitt il Giovane e poi sotto Henry Addington in qualità di Lord Ciambellano tra il 1783 ed il 1804. Egli venne dunque ammesso nel Privy Council di re Giorgio III nel 1780 e venne creato Marchese di Salisbury, nella contea di Wiltshire, nel 1789.

### Ultimi anni e morte

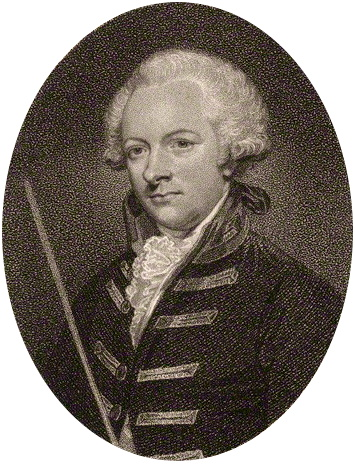
James Cecil, I marchese di Salisbury, in un'incisione d'epoca

A questo punto della sua carriera prestò servizio come Joint Postmaster General sotto il governo di Robert Jenkinson, II conte di Liverpool dal 1816 al 1823. Durante questo periodo fu anche Lord Luogotenente dell'Hertfordshire tra il 1771 ed il 1823 e dal 1793 venne anche ammesso nell'Ordine della Giarrettiera.
Lord Salisbury morì nel giugno del 1823, all'età di 74 anni, e venne succeduto dal suo unico figlio, James.

## Discendenza
Dal matrimonio tra William Cecil e Lady Emily Mary nacquero:
- Lady Georgiana Charlotte Augusta (20 marzo 1786-18 gennaio 1860), sposò Henry Wellesley, I barone Cowley, ebbero una figlia;
- Lady Emily Anne (14 luglio 1789-21 gennaio 1858), sposò George Nugent, I marchese di Westmeath, ebbero una figlia;
- Caroline, morta infante.
- James Gascoyne-Cecil (17 aprile 1791-12 aprile 1868).

## Ascendenza
|                                      |   |                                   | Genitori                                        |  |  | Nonni |  |  | Bisnonni                           |  |  | Trisnonni                           |  |
|                                      |   |                                   |                                                 |  |  |       |  |  | James Cecil, IV conte di Salisbury |  |  | James Cecil, III conte di Salisbury |  |
|                                      |   |                                   |                                                 |  |  |       |  |  | James Cecil, IV conte di Salisbury |  |  | James Cecil, III conte di Salisbury |  |
|                                      |   | Margaret Manners                  |                                                 |  |  |       |  |  | James Cecil, IV conte di Salisbury |  |  |                                     |  |
| James Cecil, V conte di Salisbury    |   |                                   |                                                 |  |  |       |  |  | James Cecil, IV conte di Salisbury |  |  |                                     |  |
|                                      |   | Frances Bennett                   | Simon Bennett                                   |  |  |       |  |  |                                    |  |  |                                     |  |
|                                      |   | Frances Bennett                   | Simon Bennett                                   |  |  |       |  |  |                                    |  |  |                                     |  |
|                                      |   | Frances Bennett                   | Grace Moorwood                                  |  |  |       |  |  |                                    |  |  |                                     |  |
| James Cecil, VI conte di Salisbury   |   | Frances Bennett                   |                                                 |  |  |       |  |  |                                    |  |  |                                     |  |
|                                      |   | Thomas Tufton, VI conte di Thanet | John Tufton, II conte di Thanet                 |  |  |       |  |  |                                    |  |  |                                     |  |
|                                      |   | Thomas Tufton, VI conte di Thanet | John Tufton, II conte di Thanet                 |  |  |       |  |  |                                    |  |  |                                     |  |
|                                      |   | Thomas Tufton, VI conte di Thanet | Margaret Sackville                              |  |  |       |  |  |                                    |  |  |                                     |  |
| Anne Tufton                          |   | Thomas Tufton, VI conte di Thanet |                                                 |  |  |       |  |  |                                    |  |  |                                     |  |
|                                      |   | Catherine Cavendish               | Henry Cavendish, II duca di Newcastle-upon-Tyne |  |  |       |  |  |                                    |  |  |                                     |  |
|                                      |   | Catherine Cavendish               | Henry Cavendish, II duca di Newcastle-upon-Tyne |  |  |       |  |  |                                    |  |  |                                     |  |
|                                      |   | Catherine Cavendish               | Frances Pierrepont                              |  |  |       |  |  |                                    |  |  |                                     |  |
| James Cecil, I marchese di Salisbury |   | Catherine Cavendish               |                                                 |  |  |       |  |  |                                    |  |  |                                     |  |
|                                      | … | …                                 |                                                 |  |  |       |  |  |                                    |  |  |                                     |  |
|                                      | … | …                                 |                                                 |  |  |       |  |  |                                    |  |  |                                     |  |
|                                      | … | …                                 |                                                 |  |  |       |  |  |                                    |  |  |                                     |  |
| Edward Keet                          | … |                                   |                                                 |  |  |       |  |  |                                    |  |  |                                     |  |
|                                      |   | …                                 | …                                               |  |  |       |  |  |                                    |  |  |                                     |  |
|                                      |   | …                                 | …                                               |  |  |       |  |  |                                    |  |  |                                     |  |
|                                      |   | …                                 | …                                               |  |  |       |  |  |                                    |  |  |                                     |  |
| Elizabeth Keet                       |   | …                                 |                                                 |  |  |       |  |  |                                    |  |  |                                     |  |
|                                      |   | …                                 | …                                               |  |  |       |  |  |                                    |  |  |                                     |  |
|                                      |   | …                                 | …                                               |  |  |       |  |  |                                    |  |  |                                     |  |
|                                      |   | …                                 | …                                               |  |  |       |  |  |                                    |  |  |                                     |  |
| Mary Moate                           |   | …                                 |                                                 |  |  |       |  |  |                                    |  |  |                                     |  |
|                                      |   | …                                 | …                                               |  |  |       |  |  |                                    |  |  |                                     |  |
|                                      |   | …                                 | …                                               |  |  |       |  |  |                                    |  |  |                                     |  |
|                                      |   | …                                 | …                                               |  |  |       |  |  |                                    |  |  |                                     |  |
|                                      |   | …                                 |                                                 |  |  |       |  |  |                                    |  |  |                                     |  |